# Phương Nghiên Tâm
Phương Nghiên Tâm (tiếng Hán: 方妍心, sinh ngày 17 tháng 1 năm 1993) tên thật là Phương Sổ Chân, là một nữ diễn viên người Đài Loan.Từ lâu mọi người thường biết đến cô qua tên Phương Sổ Chân những đến năm 2014 cô lại đổi tên thành Phương Nghiên Tâm.

## Sự nghiệp
Năm 2006, cô hợp tác với Huỳnh Thiếu Kỳ và đóng vai Ngọc Châu trong phần sáu Long Trân Châu và Nguyệt Phương Sổ Chân trong phần 8 Nữ nhi quốc của bộ phim lịch sử cổ trang Thần cơ diệu toán Lưu Bá Ôn. Cùng năm, cô đóng vai Dương Tuyết Nhan trong bộ phim cổ trang Thần tướng Đại Bố Y. 
Năm 2007, cô đóng vai Công chúa Triệu Ngọc Chân trong phần hai Sóng Gió Trong Cung của phim cổ trang Hoài Ngọc Truyền Kỳ, và đóng vai Ngọc Anh trong phần thứ tư Miêu Gia Trại.
Năm 2008, bộ phim cổ trang Gia Khánh Quân Du Đài Loan cô với vai công chúa Hòa Hiếu ngỗ ngược và cố chấp.
Năm 2009, cô đóng vai Trương Nãi Hinh, con gái của Kha Hiểu Thiến trong bộ phim hiện đại lãng mạn Đỉnh Cao Thời Đại của đạo diễn Chu Duệ Bân.
Năm 2012, trong bộ phim truyền hình cổ trang cung đấu Thâm cung điệp ảnh cô đóng vai Mạnh Xuân Trúc- cung nữ thêu thùa của Ty y khố, là người kém cỏi, hèn nhát và đánh mất chính mình. Trong bộ phim tình cảm thành thị Nước mắt phụ nữ do Trần Kiện Phong  và Mục Đình Đình đóng vai chính, cô đóng vai "cô gái nổi loạn" Lý Tiểu Đồng đầy cá tính.
Năm 2013, cô đóng vai Tri Họa trong bộ phim truyền hình ăn khách mùa hè Thiên thiên hữu hỉ của đài truyền hình vệ tinh Hồ Nam. Cùng năm, cô vào vai con rắn lục xảo quyệt và ghen tuông trong bộ phim thần thoại Trung Quốc Lưu Hải đấu Kim Thiềm. 
Năm 2016, đóng vai Lý Tiêu Tiêu trong bộ phim thần tượng truyền cảm hứng cho giới trẻ Mùa tốt nghiệp 
Năm 2017, cô đóng vai Nhậm Đào Hoa trong bộ phim thần thoại Tế Công giáng ma, nét diễn tự nhiên và thanh thuần, đôi khi dũng cảm và quyết đoán, và có lúc lại thông minh và sắc sảo .
Vào ngày 8 tháng 1 năm 2019, bộ phim cổ trang phá án Công chúa giá đáo được phát sóng trên Youku.

## Danh sách phim

### Phim truyền hình
| Năm  | Kênh               | Tên phim                                             | Tên tiếng Trung           | Vai                               |
| ---- | ------------------ | ---------------------------------------------------- | ------------------------- | --------------------------------- |
| 2006 | CTV                | Strange School                                       | 國光異校                  | Phương Tinh Dĩnh                  |
| 2007 | Đài Thị            | Anh Dã 3+1                                           | 櫻野三加一                | Khách Xuyến                       |
| 2007 | Đài Thị            | Thần cơ diệu toán Lưu Bá Ôn                          | 神機妙算劉伯溫            | Ngọc Châu/ Nguyệt Phương Sấu Chân |
| 2008 | Đài Thị            | Hoài Ngọc Truyền Kỳ                                  | 懷玉傳奇 千金媽祖         | công Chúa Ngọc Chân               |
| 2009 | Đài Thị            | Thần tướng Đại Bố Y                                  | 一代神相賴布衣            | Dương Tuyết Nhan                  |
| 2009 | Đài Thị            | Gia Khánh Quân Du Đài Loan                           | 嘉慶君遊台灣              | Hòa Hiếu Công Chúa                |
| 2012 | Đài Thị            | Đỉnh Cao Thời Đại                                    | 巔峰時代                  | Trương Nãi Hinh                   |
| 2012 | SET Taiwan         | Nhân Gian Huyền Ảo - Long Nữ Bái Quan Âm             | 戲說台灣 - 龍女拜觀音     | Bảo Thiện                         |
| 2012 | SET Taiwan         | Nhân Gian Huyền Ảo - Nhất Lưỡng Nhục Độ Hòa Thượng   | 戲說台灣 - 一兩肉渡和尚   | Quế Hoa                           |
| 2012 | SET Taiwan         | Nhân Gian Huyền Ảo - Vạn Đan Yên Chi Câu             | 戲說台灣 - 萬丹胭脂溝     | Yên Chi                           |
| 2012 | SET Taiwan         | Nhân Gian Huyền Ảo - Quan Độ Ma Tổ Điền              | 戲說台灣 - 關渡媽祖田     | Minh Châu                         |
| 2011 | SET Taiwan         | Nhân Gian Huyền Ảo - Minh Phủ Ngân Hàng              | 戲說台灣 - 冥府銀行       | Lý Ngọc Hoa                       |
| 2015 | SET Taiwan         | Nhân Gian Huyền Ảo - Thạch Hầu Đại Náo Tiêu Khê      | 戲說台灣 - 石猴大鬧礁溪   | Vương Kim Ái                      |
| 2015 | SET Taiwan         | Nhân Gian Huyền Ảo - Bạch Mã Loạn Âm Dương           | 戲說台灣 - 白马穴乱阴阳   | Mỹ Nguyệt                         |
| 2015 | SET Taiwan         | Nhân Gian Huyền Ảo - Bắt Cóc Thần Hổ Công            | 戲說台灣 - 绑票财神爷     | Lý A Xảo                          |
| 2016 | SET Taiwan         | Nhân Gian Huyền Ảo - Vô diện ma                      | 戲說台灣 - 无面妈         | Trần Thu Hoa                      |
| 2016 | SET Taiwan         | Nhân Gian Huyền Ảo - Tôn Dương Mẫu Trị Tiểu Thiếp    | 戲說台灣 - 尊王媽治细姨   | A Mãn                             |
| 2021 | SET Taiwan         | Nhân Gian Huyền Ảo - Du Vương Công Bảo Kiếm Kỳ Duyên | 戲說台灣 - 遊王公寶劍奇緣 | Liêu Tú Trinh                     |
| 2021 | SET Taiwan         | Nhân Gian Huyền Ảo - Hải Phong Cảng Tình Kiếp        | 戲說台灣 - 海豐港情劫     | Vương Mỹ Phương                   |
| 2010 | SET Taiwan         | Gia Đình Sóng Gió                                    | 戲說台灣 - 家和萬事興     | Trịnh Giai Hồng                   |
| 2013 | SET Taiwan         | Con tim lạc lối                                      | 天下女人心                | Triệu Vân                         |
| 2011 | Đại Ái             | Nơi đâu là nhà ta                                    | 何處是我家                | Trần Nhã Cầm                      |
| 2012 | Trung Quốc Đại Lục | Thâm cung điệp ảnh                                   | 深宮諜影                  | Mạnh Xuân Trúc                    |
| 2013 | Trung Quốc Đại Lục | Thiên Thiên Hữu Hỉ                                   | 天天有喜                  | Tri Họa                           |
| 2013 | Trung Quốc Đại Lục | Ông bà Thổ Địa                                       | 土地公土地婆              | Lâm Thu Hoa                       |
| 2014 | Trung Quốc Đại Lục | Nước mắt phụ nữ                                      | 女人淚                    | Lý Tiểu Đồng                      |
| 2014 | Trung Quốc Đại Lục | Young Storm                                          | 青春风暴                  | Đàm Nhược Hy                      |
| 2015 | Trung Quốc Đại Lục | Tình yêu không bao giờ khép lại                      | 爱情不打烊                | Đường Mộng Đình                   |
| 2016 | Trung Quốc Đại Lục | Thiên Thiên Hữu Hỉ 2 - Chi Nhân Gian Hữu Ái          | 天天有喜之人间有爱        | Ngải Lệ                           |
| 2016 | Trung Quốc Đại Lục | Lưu Hải đấu Kim Thiềm                                | 劉海戲金蟾                | Thanh Thanh                       |
| 2018 |                    | Tình bạn tri kỷ                                      | 闺蜜的心事                | Trình Trừng                       |
| TBA  |                    | Mùa tốt nghiệp                                       | 畢業季                    | Lý Tiêu Tiêu                      |
| TBA  |                    | Vòng tròn tình bạn                                   | 朋友圈兒                  | Giai Giai                         |

### Web Drama
| Năm  | Kênh       | Tên phim                            | Tên phim (tiếng trung) | Vai diễn        |
| ---- | ---------- | ----------------------------------- | ---------------------- | --------------- |
| 2017 | Tencent TV | My Fairyland Academy                | 我的仙界学院           | Tuyết Linh      |
| 2017 | Tencent TV | Lang Nha Bổng                       | 狼牙棒                 | Nữ Cảnh         |
| 2017 | IQIYI      | Tế Công giáng ma                    | 濟公降魔               | Nhậm Đào Hoa    |
| 2018 | Yoku TV    | Các nữ sinh của Đại học Vũ Hán      | 武大的小姐姐们         | Dương Ngọc Hoàn |
| 2019 | Yoku TV    | Công chúa giá đáo                   | 公主驾到               | Đoạn Tâm Đao    |
| 2020 | IQIYI      | Cuộc sống ở Lục Phiến Môn của tôi   | 我在六扇门的日子       | Lôi Na Na       |
| 2020 |            | Bát tiên chi cuồng long đấu mãnh hổ | 八仙之狂龍斗猛虎       | Hà Tiên Cô      |
| TBA  |            | Tế công giáng ma 2                  | 济公降魔2              |                 |